# Campanula wattiana
Campanula wattiana är en klockväxtart som beskrevs av Bala Krishnan Nayar och Cherukuri Raghavendra Babu. Campanula wattiana ingår i släktet blåklockor, och familjen klockväxter. Inga underarter finns listade i Catalogue of Life.